# Luciana by Night
Luciana by Night foi um talk show semanal brasileiro apresentado por Luciana Gimenez exibido pela RedeTV! de 27 de novembro de 2012 a 6 de abril de 2021.

## História
Inicialmente, a estreia do programa estava prevista para o dia 20 de novembro, mas ela foi adiada para o dia 27.
Para o programa de estreia, Ana Hickmann foi a convidada. A visita da apresentadora ao programa foi em retribuição a Gimenez ter ido ao Programa da Tarde, na Record. Na ocasião, o programa fechou com média de 3 pontos nos consolidados do IBOPE.
Em 1 de abril de 2015, em função de uma alteração na grade programação noturna da RedeTV!, o programa passou a ser exibido às 22h30.

## Formato
Diferente do Superpop, o programa também apresentado por Gimenez, segue o formato dos populares programas de entrevistas da televisão americana, como o Chelsea Lately.

## Anúncio
O programa foi apresentado à imprensa em uma coletiva realizada nos estúdios da RedeTV! em Osasco, no dia 21 de novembro de 2012, uma semana antes da estreia.
Na coletiva, Gimenez revelou que gosta de assistir os programas de Chelsea Handler, Ellen DeGeneres e Jimmy Fallon, respectivos apresentadores de Chelsea Lately (E!), de The Ellen DeGeneres Show, e de Late Night (NBC). Ambos servem de inspiração para o programa.
A apresentadora também disse por ser uma mulher na condução de um talk show, já é um diferencial:
| “ | [...] Esse tipo de formato é conduzido por homens e eu, sendo mulher, é um diferencial. [...] Resolvi que vou dar risada comigo ou de mim. | ” |